# Anomala osakana
Anomala osakana är en skalbaggsart som beskrevs av K. Sawada 1942. Anomala osakana ingår i släktet Anomala och familjen Rutelidae. Inga underarter finns listade i Catalogue of Life.